# Colin Humphries
Colin Humphries (ur. 4 stycznia 1962 roku w Liverpoolu) – angielski sędzia snookerowy.
Sędzia snookerowy od 1988 roku; zawodowo od 1998.
Jeden z sędziów Main Touru, w którym debiutował w fazie głównej turnieju rankingowego podczas Grand Prix w 2005 roku meczem Matthew Stevensa i Dave'a Harolda.
W 2009 roku sędziował swój pierwszy finał turnieju rankingowego (Welsh Open).
Mimo stosunkowo krótkiej kariery w Main Tourze, był rozjemcą w kilku pamiętnych spotkaniach:
- Mistrzostwa świata 2006 – Nigel Bond pokonał Stephena Hendry'ego po dogrywce na czarnej bili w ostatnim, dziewiętnastym framie meczu I rundy.
- Northern Ireland Trophy 2007 – Ronnie O’Sullivan jako pierwszy zawodnik w historii uzyskał pięć breaków stupunktowych (wśród nich break maksymalny) w meczu do pięciu wygranych frame'ów.
- Break maksymalny Jamie Burnetta podczas kwalifikacji do Grand Prix 2007.

## Ciekawostki
- Mieszka we wsi Tarbock (ok. 10 kilometrów od Liverpoolu).
- Jest fanem klubu piłkarskiego Everton.